# أئيلة (همت أباد)
أئیلة (بالفارسية: آئیله) هي مستوطنة تقع في إيران في قسم همت أباد الريفي. يقدر عدد سكانها بـ 104 نسمة .